# Sungai Somor
Sungai Somor is een bestuurslaag in het regentschap Ogan Komering Ilir van de provincie Zuid-Sumatra, Indonesië. Sungai Somor telt 2146 inwoners (volkstelling 2010).